# Neutrondiffrakció
A neutrondiffrakció egy kristálytani módszer, mellyel az anyag atomi és/vagy mágneses szerkezetét lehet meghatározni.
A módszer a neutron (mint minden részecske) hullámtermészetét használja fel, mely a de Broglie összefüggés szerint termikus neutronokra (E=25 meV) {\displaystyle \lambda =0,18nm} hullámhosszot jelent.
A módszer nagyon hasonló a röntgendiffrakcióhoz de a neutronnyaláb sajátos hullámtulajdonságai miatt más kiegészítő információkat hordoz.
Mint minden diffrakció a neutrondiffrakció ia az elasztikus szórások egy fajtája ahol a bejövő es a kimenő szóródott neutronok energiája lényegében megegyezik.